# مقتل جيل شولر
جيل شولر، ام لثلاثة أطفال وتبلغ من العمر 35 عاما، تم اغتصابها وقتلها بعد أن تم اختطاف سيارتها من امام مول تجاري في ولاية نيو جيرسي. وتعد جيل شولر من أوائل ضحايا اختطاف السيارات في الولايات المتحدة الأمريكية بعد أن تمت نفس العملية في السنة التي تسبقها في ولاية ديترويت والتي أدت الي مقتل روث وال.

## عملية الاختطاف
في مساء الثالث من نوفمبر عام 1992، كانت جيل شولر تتسوق في مول تجاري وبصحبتها ابتنها اندريا البالغة من العمر 3 سنوات وقد تم اختطافها عندما كانت تكدس مشتريات البقالة في سيارتها الميني فان. في الصباح التالي، تم العثور علي ابنتها في حالة يرثي لها من البرد والبكاء امام مركز رعاية محلي لكنها لم تمس جسديا.
بعد أربعة أيام، تم العثور علي جثة جيل عارية في حفرة صرف امام ورشة تقطيع خشب محلية، وقد تم اغتصابها وقتلها بأربعين طعنة وتم التصديق علي قوانين ضد تلك الأنواع من الجرائم

## التحقيقات وطلب الإحاطة
عثر علي سيارة جيل شولر في اليوم التالي من عملية الاختطاف علي بعد عدة أميال من المول التجاري، وكشفت الشرطة عن بصمات ترجع الي شخص يدعي سكوت جونسون، مقيم في بلينفيلد بنيوجيرسي. وفي اليوم الذي يليه، تم العثور علي السكينلافي فناء جاره. وقد وصفت اندريا شولرالقاتل بأنه كان أسود اللون وكان يرتدي بنطلون أسود وقميص أسود، وقد أصدرت شكوي من سيدة بوجود سيارة مشتبه بها بالجوار بعدما وجدت رجل واقف بسقيفتها الأمامية، وقد تم اكتشاف أن هذه السيارة تعود الي جيل شولر وتم العثور علي رخصة القيادة الخاصة بها بداخلها، وقد تعرفت السيدة علي المتهم سكوت جونسون بعدما تم التقاط بضعة صور له.
خلال التحقيقات، تم الحصول علي معلومات تفيد بأن جونسون كان يعيش في بيسكاتاواي قبل أن ينتقل الي بلينفيلد. في يوم الجمعة السادس من نوفمبر عام 1992، تم استجواب جونسون خارج محل اقامته من قبل الشرطة التي لاحظت وجود ضمادة علي يده اليمني، وقد أجاب بأنه قد جرح وهو كان يغسل الأطباق. ولكن تم اعتقاله يوم الثامن من نوفمبر بعد أن علمت السلطات بتطابق البصمات الموجودة علي السيارة مع بصماته.

## جلسات المحاكمة والإدانة والاستئناف
اتهم جونسون بعدة محاولات والتي تبلغ عددها 13، ومنها اختطاف سيارة جيل شولر واغتصابها وقتلها. وبدأت المحاكمات يوم الرابع والعشرون من شهر يناير عام 1995 في نيو بروزفيك، وقد اتفقت هيئة المحلفين علي ادانته كمجرم، ولكن في جلسه الحكم لم تستطع الهيئة الاتفاق عليه بالحكم بالإعدام، وتم الحكم عليه بالسجن المؤبد. لكن جونسون استأنف في مارس 1998 وصدقت عليه هيئة المحلفين

## الدعوى
في يناير من عام 2000، رفع روبرت شولر قضية ضد المول التجاري التي حدثت امامه جريمة خطف جيل شولر وذلك لأن مديري المول كانوا علي علم بعدة جرائم حدثت فيه ولم يوفروا التأمين الكافي في الجراج الملحق به، ولكن تم اغلاق القضية بعد أن تم دفع مبلغ 4،125 مليون دولار كتعويض لها